# Erling Vidkunnsson
Erling Vidkunnsson, auch Vidkunsson, (* wahrscheinlich 1292 oder 1293; † 1355) war während der Minderjährigkeit König Magnus Eirikssons bis 1332 norwegischer Reichsverweser.

## Familie
Er stammte aus dem mächtigen Häuptlingsgeschlecht von Bjarkøya, dem Bjarkøyætt. Er war der Sohn des Ritters Vidkunn Erlingsson († 1302), einem Mitglied des Reichsrates sowohl unter Erik II., als auch unter dessen Nachfolger Håkon V., und dessen Frau Gyrid Andresdatter († 1323). Sie stammte aus dem mächtigen Ståreimsgeschlecht von Nordfjord, mit dem Königshaus verwandt, und der Tornbergfamilie in Ostnorwegen.
Er war verheiratet mit Elin Toresdatter (erwähnt 1329–1347), der Tochter des Kanzlers Tore Håkonsson († 1317) und dessen Frau Ingebjørg Erlingsdatter († 1315). Er konnte seine Familie auch auf das mächtige Häuptlingsgeschlecht der Arnmødlinger in Giske (Sunnmøre) zurückführen. Er war also mit den mächtigsten Familien des Landes verbunden.
Auch Erling saß im Reichsrat. Er war Ritter (1316), Richter (Lagmann) und Sysselmann. Er erbte sowohl die Bjarkøy-Ländereien als auch die Besitztümer von Giske. Ebenso besaß er Güter aus dem Ståreimsgeschlecht und von der Tornbergfamilie in Ostnorwegen. Auch hatte er auf den Orkneys Besitzungen. Außerdem kaufte er noch Güter hinzu, so dass er etwa 7 % des Adelsgutes in Norwegen auf sich vereinigte. So war er der größte private Landbesitzer Norwegens zu seiner Zeit.

## Politische Wirksamkeit
Nach dem Tode Håkon V. (1319) Unterzeichnete er als erster den Oslo-Vertrag über die Personalunion mit Schweden unter dessen Enkel Magnus II.
Der größte Sprung in seiner Karriere kam 1323, als die Bischöfe und das königliche Gefolge ihn in Oslo zum Vorsitzenden des Reichsrats und Reichsverweser nach schwedischem Vorbild wählten. Damit sollte die Tochter von Magnus V. Ingeborg von der Regierung ferngehalten werden, bis ihr noch minderjähriger Sohn Magnus volljährig war. Er umgab sich mit einem kleinen Kreis ständiger Berater und schaltete in wichtigen Angelegenheiten auch den Reichsrat ein. Er residierte überwiegend in Bergen. Das vorher angespannte Verhältnis zu Dänemark normalisierte sich in seiner Amtszeit. Auf der anderen Seite führte die schwedische Expansion in die finnische Bucht zu Spannungen mit dem Fürstentum Nowgorod und 1323 zum Einfall der Russen in Nordnorwegen, bei dem sein Hauptsitz in Bjørkøy niedergebrannt wurde. Sein Bestreben, von der Kirche finanzielle Unterstützung zur Verteidigung gegen Finnen, Russen und Karelier zu erhalten, hatte beim norwegischen Episkopat wenig Erfolg, so dass er stattdessen in Verhandlungen eintrat, die 1326 zu einem Frieden mit Nowgorod führten. Er wandte sich auch an den Papst um Unterstützung und erhielt immerhin die Hälfte des Sechsjahreszehnt, der der norwegischen Geistlichkeit für einen Kreuzzug gegen die Türken auferlegt worden war. Das genügte zur Sanierung des norwegischen Haushalts und verhinderte eine Sonderabgabe auf die norwegische Bevölkerung.
Gegen kirchliche Vorstöße auf Verbesserung ihrer Rechtslage nahm er zusammen mit den weltlichen Mitgliedern des Reichsrates eine feste Haltung ein: In einer königlichen Verordnung von 1327 schärfte er das Christenrecht von Magnus lagabætir und Erzbischof Jon Raude als Grundlage für die Zuständigkeit der kirchlichen Gerichtsbarkeit ein. Spätere Rechtsänderungen zu Gunsten der Kirche wurden aufgehoben, so die spätere Zehntregelung von 1277. In Bergen weigerten sich Lehnsbauern, von ihren Einnahmen aus der Weiterverpachtung an die Kirche den Zehnten zu bezahlen. Dies führte zu einem scharfen Konflikt mit dem Bischof von Bergen Audfinn Sigurdsson, da die königliche Regierung diese Bauern unterstützte.
Er regelte auch den Islandhandel und am Ende seiner Amtszeit auch die Verhältnisse der Gesellschaft in Bergen neu. Er stattete 1330 die deutschen Schuhmacher in Bergen mit einem umfassenden Privileg mit eigener Gerichtsbarkeit aus, zog sie aber gleichzeitig zum Militärdienst heran. Die Überwinterung der Hanseaten in Bergen mit ihrem Zwischen- und Einzelhandel wurde 1331 eingeschränkt.
Irgendwann zwischen der Verordnung von 1331 und dem ersten öffentlichen Auftreten König Magnus Erikssons verlor er das Amt des Reichsverwesers. Unter der Jahreszahl 1333 berichten isländische Annalen, dass er eine Burg in Tønsberg gegen König Magnus verteidigte. Er ergab sich aber und durfte seinen Besitz behalten. Der Grund für den Aufstand ist nicht bekannt. Aber es wird vermutet, dass er mit dem Edikt des Königs Magnus von 1332 zusammenhängt, nach welchem nur Lehnsmänner und Häuptlinge eidverpflichtete Gefolgsleute haben durften. Es könnte auch sein, dass er in der Hoffnung, vom neuen König mit größeren Besitztümern ausgestattet werde, enttäuscht worden war. Nach seinem vergeblichen Aufstand 1333 wird er in verschiedenen Gegenden Norwegens, vorwiegend in Giske, erwähnt, wo er Verwaltungsaufgaben wahrnahm und auch lukrativen Handel trieb. Er hatte auch ein Schiff auf der Route nach Island.
Er blieb aber der ranghöchste weltliche Vertreter im norwegischen Reichsrat. Er verfügte über ein großes Netzwerk an Beziehungen. Er hatte mehrere Töchter, die er an bedeutende Persönlichkeiten des Reiches verheiratete. Nach der großen Seuche 1349/1350 unternahm Erling eine Pilgerfahrt nach Rom. Auf der Heimreise wurde er in England gefangen genommen, aber vom neuen Erzbischof Olav ausgelöst.